# Aeroporto di Baidoa
L'aeroporto di Baidoa (IATA: BIB, ICAO: HCMB), è un aeroporto che serve Baidoa, la capitale della regione di Bai, in Somalia.
L'aeroporto è stato costruito negli anni sessanta e all'epoca l'unica pista era lunga 8 800 piedi (2 700 m) e largo 150 piedi (46 m), prima di essere riasfaltata e allungata a 9 600 piedi (2 900 m) nel 1974 con il supporto sovietico.
Nel giugno 1975 ospitava uno squadrone di almeno 6 Mig-21 dell'aeronautica somala e 2 bombardieri Il-28.

## Strutture
L'aeroporto si trova a un'altitudine di 1 505 piedi (459 m) sul livello del mare. Dispone di una pista con una superficie asfaltata di 3 000 per 40 metri. L'aeroporto ospita un grande complesso militare costruito nel 2014.